# Nikolaï Ossinski
Nikolaï Ossinski (né en 1887 et mort exécuté le 1er septembre 1938), dit aussi N. Ossinski, N. Ossinsky, N. Osinskii, ou N. Osinskij, de son vrai nom Valerian Obolenskii, est un économiste et révolutionnaire russe.

## Biographie
Il participe à la Révolution russe de 1905, et rejoint ensuite la fraction bolchevik du Parti ouvrier social-démocrate de Russie. Il suit des études d'économie à l'université de Moscou.
Il est emprisonné par le régime tsariste en 1910. Il participe en 1917 à la Révolution russe à Moscou. Après octobre 1917, il devient président du Conseil économique du nouveau pouvoir bolchevik.
Début 1918, il participe au groupe des « Communistes de gauche » qui publient le journal Kommunist, puis l'hebdomadaire du même nom à Moscou. Il y dénonce le « capitalisme d'État » de Lénine, en particulier dans son importante contribution en deux parties sur la « construction du socialisme ».
En 1919, il est délégué au congrès de fondation de l'Internationale communiste. La même année il participe à la tendance oppositionnelle « centraliste démocratique » de Timofeï Sapronov (qui s’oppose au « centralisme bureaucratique » des instances dirigeantes du Parti communiste). Il participe à partir de 1923 à l'Opposition de gauche (contre la direction Staline-Zinoviev).
Il est exécuté au cours des Grandes Purges en 1938.